# Probabilités des dés
Pour les articles homonymes, voir Probabilité (homonymie).
Les probabilités des résultats obtenus par lancer de dés ont fait l'objet de nombreuses études mathématiques. En effet, ce type de générateur de nombres aléatoires est à la base de nombreux jeux de société.

## Application des lois de probabilité

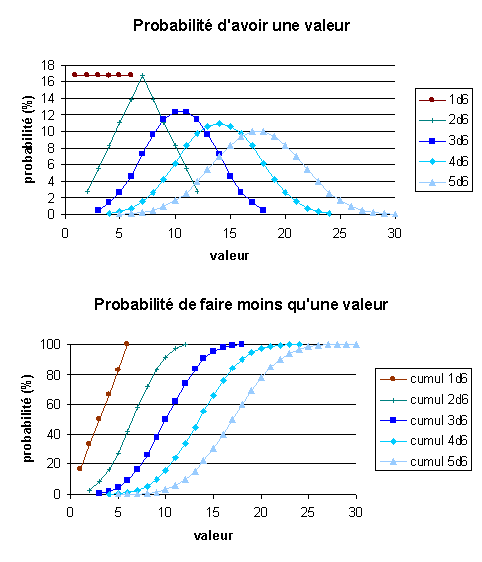
Probabilités d'avoir une valeur et de faire moins qu'une valeur avec le lancer d'un ou plusieurs dés à 6 faces

Pour un simple lancer d'un seul dé à 6 faces, qu'on considère équilibré, la probabilité d'obtenir n'importe quelle valeur 1 à 6 est exactement de 1/6. Le tirage suit donc une loi uniforme discrète. Le tirage de n dés suit une loi multinomiale dont les probabilités p1, p2, …, p6 sont toutes égales à 1/6, si le dé n'est pas pipé.
Si on jette deux dés et qu'on additionne les nombres obtenus sur les deux faces supérieures, les tirages ne sont plus distribués de façon uniforme mais suivent une distribution triangulaire :
| Somme des dés | 2    | 3    | 4    | 5    | 6    | 7    | 8    | 9    | 10   | 11   | 12   |
| Probabilité   | 1/36 | 2/36 | 3/36 | 4/36 | 5/36 | 6/36 | 5/36 | 4/36 | 3/36 | 2/36 | 1/36 |

Le tirage le plus probable est alors 7.
Il y a un certain nombre de combinaisons possibles avec deux dés à 6 faces pour obtenir un certain nombre :
(Rappel : le chiffre 6 est le chiffre maximum, car c'est le nombre de faces)
- 1+1 =2
- 1+2 et 2+1 =3
- 1+3; 2+2 et 3+1 =4
- 1+4; 2+3; 3+2 et 4+1 =5
- 1+5; 2+4; 3+3; 4+2 et 5+1 =6
- 1+6; 2+5; 3+4; 4+3; 5+2 et 6+1 =7
- 2+6; 3+5; 4+4; 5+3 et 6+2 =8
- 3+6; 4+5; 5+4 et 6+3 =9
- 4+6; 5+5 et 6+4 =10
- 5+6 et 6+5 =11
- 6+6=12

On peut aussi appliquer ceci sous forme de tableau:
| N° | 1 | 2 | 3 | 4  | 5  | 6  |
| 1  | 2 | 3 | 4 | 5  | 6  | 7  |
| 2  | 3 | 4 | 5 | 6  | 7  | 8  |
| 3  | 4 | 5 | 6 | 7  | 8  | 9  |
| 4  | 5 | 6 | 7 | 8  | 9  | 10 |
| 5  | 6 | 7 | 8 | 9  | 10 | 11 |
| 6  | 7 | 8 | 9 | 10 | 11 | 12 |

Avec trois dés ou plus, la distribution se rapproche d'une distribution normale avec l'ajout de chaque dé (conséquence du théorème central limite). La distribution de probabilité exacte {\displaystyle F_{i}} pour un nombre {\displaystyle i} de dés peut être calculée par convolution répétée de la distribution de probabilité d'un dé simple avec elle-même :
 Fi(m ) = ∑n F1(n ) Fi-1(m - n ).
La somme variant de 1 à d lorsque les dés ont d faces et que les faces sont numérotées de 1 à d.
Il est possible d'étendre ce tableur avec plus de lignes et de colonnes, pour simuler le lancer de plusieurs dés à plus de 6 faces, voire de le réaliser en dimension plus grande pour un lancer à plus de 2 dés. Chaque lancer de dé étant indépendant, tous les résultats à ordre près (i.e. le lancer (4, 3) n'est pas le même que (3, 4)) ont la même probabilité de sortie. Pour obtenir la probabilité d'obtenir une certaine valeur {\displaystyle n} avec {\displaystyle d} dés à {\displaystyle f} faces, il suffit donc de compter le nombre de cases du tableau en dimension {\displaystyle d} à {\displaystyle f^{d}} cases qui continent la valeur {\displaystyle n} et de diviser par le nombre de cases du tableau. La formule générale, du comptage des cases aurait été découverte par Abraham de Moivre[réf. nécessaire] et donne {\displaystyle \sum _{k=0}^{\left\lfloor {\frac {n-d}{f}}\right\rfloor }(-1)^{k}{\binom {d}{k}}{\binom {n-kf-1}{d-1}}} avec les notations précédentes. En admettant que {\displaystyle {\binom {n}{k}}=0} si {\displaystyle n<0} ou {\displaystyle k\notin [|0;n|]}, la formule se simplifie en {\displaystyle \sum _{k=0}^{f}(-1)^{k}{\binom {d}{k}}{\binom {n-kf-1}{d-1}}}.
Cette formule trouve son utilité dans le comparatif de probabilités des résultats d'un lancer de dé lors d'un jeu de rôle, où des dés à plus ou moins de 6 faces se lancent par 4 ou par 8.